# Rhytachne glabra
Rhytachne glabra är en gräsart som först beskrevs av David Gledhill, och fick sitt nu gällande namn av Clayton. Rhytachne glabra ingår i släktet Rhytachne och familjen gräs. Inga underarter finns listade i Catalogue of Life.